# Dawson (ostrov)
Dawson (španělsky Isla Dawson) je ostrov tvořící součást Ohňové země, který je pod správou Chile. Leží 100 kilometrů jižně od města Punta Arenas, odděleného Magalhãesovým průlivem. Má rozlohu 1 290 km² a žije na něm okolo čtyř stovek obyvatel v osadách Puerto Harris, Puerto San Antonio a Puerto Almeida. Nejvyšší bod má 975 m n. m. Podnebí je chladné a vlhké, ovlivňují ho silné vichry přicházející z Antarktidy.

## Historie
Původními obyvateli byli Alakalufové. Koncem 19. století se zde začali usazovat evropští zlatokopové a chovatelé ovcí, roku 1890 byla založena salesiánská misie. Rozhodnutím chilské vlády byli na ostrov násilně deportováni Selknamové ze sousedního Isla Grande de Tierra del Fuego a salesiáni je měli naučit usedlému způsobu života, většina domorodců však vymřela na zavlečené choroby. Po nástupu vojenské diktatury v roce 1973 se Dawson stal na necelý rok vězením pro 99 prominentních levicových aktivistů, mezi nimiž byl bývalý ministr zahraničí Osvaldo Letelier nebo generální tajemník komunistické strany Luis Corvalán. Režisér Miguel Littin natočil roku 2009 film Ostrov Dawson 10, jehož předlohou byla autobiografie jednoho z internovaných Sergia Bitara.